# Théodore Flournoy
Théodore Flournoy (Genève, 15 augustus 1854 – Genève, 5 november 1920), was een Zwitserse psycholoog en parapsycholoog, die beroemd werd door zijn in 1900 gepubliceerde onderzoek naar het medium Hélène Smith.
Flournoy studeerde een jaar bij Wilhelm Wundt in Leipzig en was sinds 1891 hoogleraar in de psychologie aan de Universiteit van Genève.